# Herman Suselbeek
Herman Johan (Herman) Suselbeek (Silvolde, 27 november 1943) is een voormalige Nederlandse roeier. Hij nam eenmaal deel aan de Olympische Spelen en won bij die gelegenheid één medaille.
Bij zijn olympische optreden in 1968, bij de Spelen in Mexico-Stad, won Suselbeek de zilveren medaille op het onderdeel Twee met Stuurman door in de finale een tijd van 8.06,80 neer te zetten. Hij deed dat aan de zijde van Hadriaan van Nes en stuurman Rody Rijnders.
In zijn actieve tijd was hij aangesloten bij studentenroeivereniging D.S.R.V. Laga in Delft. Hij studeerde aan de TH Delft en werd later ingenieur.
Hij heeft een dochter en een zoon en is getrouwd met Gerda Suselbeek.

## Palmares

### Roeien (twee met stuurman)
- 1968:  OS - 8.06,80